# Цешинген
Цешинген (нім. Zöschingen) — громада в Німеччині, знаходиться в землі Баварія. Підпорядковується адміністративному округу Швабія. Входить до складу району Діллінген. Складова частина об'єднання громад Зиргенштайн.
Площа — 14,60 км2. Населення становить 741 ос. (станом на 31 грудня 2020).

## Галерея

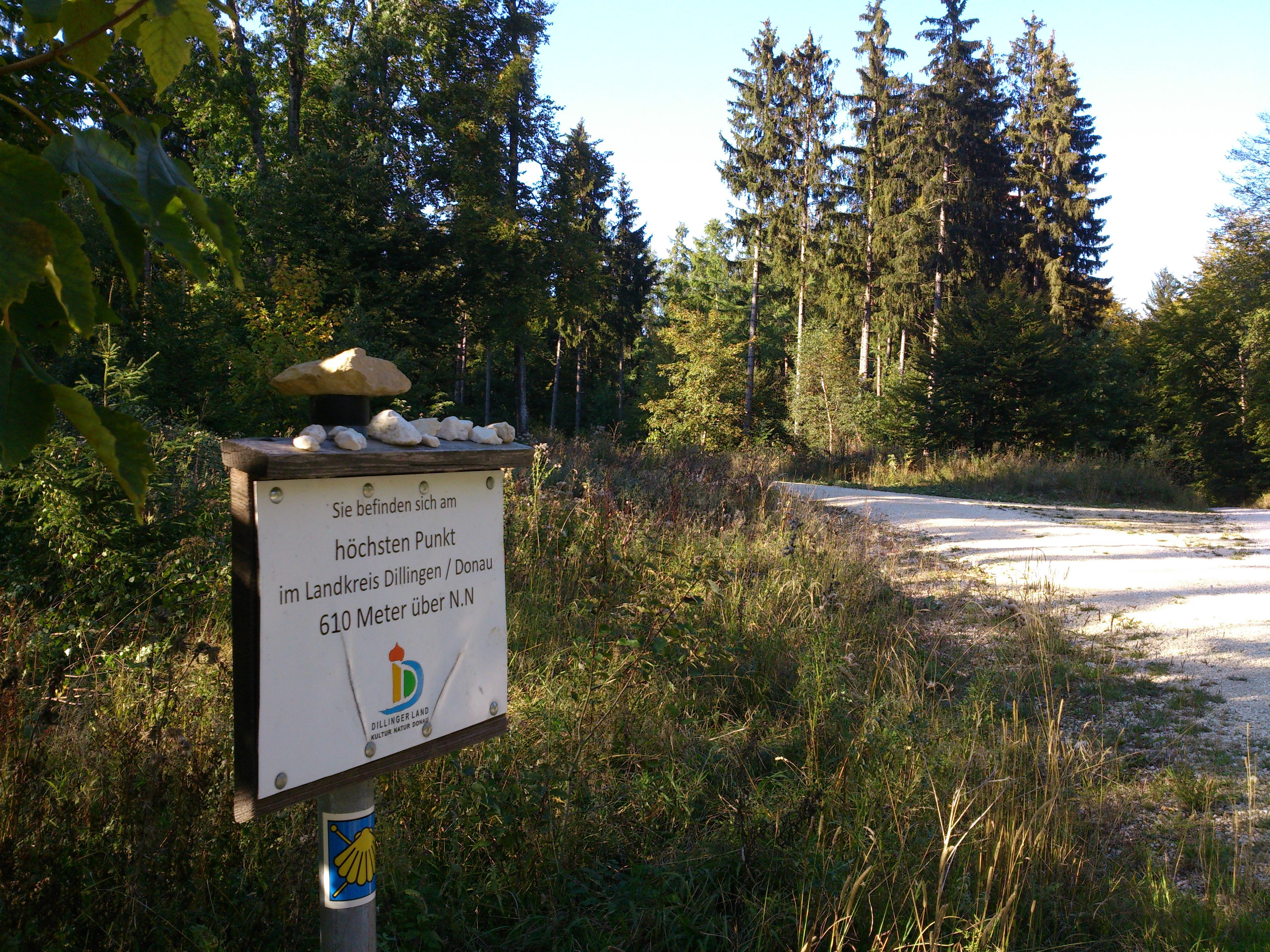